# Fallout (сериал)
„Фолаут“ (на английски: Fallout, Отпадане) е серийна американска постапокалиптична телевизионна драма, създадена от Греъм Уагнър и Дженева Робъртсън-Дуорет за „Амазон Прайм Видео“.
Базирана е на поредицата от постапокалиптични ролеви и екшън ролеви видеоигри Fallout, създадена от Тим Кейн и Ленърд Боярски. Главните роли изпълняват Ела Пърнел, Арън Мотен, Кайл Маклаклън, Мойзес Ариас, Кселия Мендес-Джоунс и Уолтън Гогинс.
„Амазон“ поръчва правата за игралната поредица през 2020 година, която е обявена през юли, когато „Килтър Филмс“ на Джонатан Нолан и Лиса Джой се присъединяват към „Бетесда Гейм Студиос“ към продукцията. Нолан режисира първите три епизода. Продуцентът на „Бетесда Гейм Студиос“ Тод Хауърд също се включва в проекта като изпълнителен продуцент. Греъм Уагнър и Дженева Робъртсън-Дуорет са наети като създатели на продукцията през януари 2022 година, а Гогинс и Пърнел са избрани чрез кастинг през февруари и март съответно.
„Фолаут“ започва да се излъчва по „Прайм Видео“ на 10 април 2024 година. Поредицата получава предимно позитивни рецензии от критиката и феновете. По-късно същия месец започва заснемането на втори сезон. Според „Амазон“ „Фолаут“ привлича 65 милиона зрители в първите 16 дни на излъчването си. Това е второто най-гледано заглавие в историята на платформата.

## Награди и номинации
| Награда          | Дата на церемония | Категория                             | Реципиент/и и номинации | Резултат |
| ---------------- | ----------------- | ------------------------------------- | ----------------------- | -------- |
| Gotham TV Awards | 4 юни 2024        | Пробив на драматичен сериал           | Фолаут                  |          |
| Gotham TV Awards | 4 юни 2024        | Изключителна роля в драматичен сериал | Уолтър Гогинс           |          |

## Епизоди
| Номер | Заглавие                   | Премиера         | Режисьор                    | Сценарист                              |
| ----- | -------------------------- | ---------------- | --------------------------- | -------------------------------------- |
| 1     | „Краят“ (The End)          | 10 април 2024 г. | Джонатан Нолан              | Греъм Уагнър, Дженева Робъртсън-Дуорет |
| 2     | „Целта“ (The Target)       | 10 април 2024 г. | Джонатан Нолан              | Греъм Уагнър, Дженева Робъртсън-Дуорет |
| 3     | „Главата“ (The Head)       | 10 април 2024 г. | Джонатан Нолан              | Греъм Уагнър, Дженева Робъртсън-Дуорет |
| 4     | „Гууловете“ (The Ghouls)   | 10 април 2024 г. | Даниел Грей Лонгино         | Кийрън Фицджералд                      |
| 5     | „Миналото“ (The Past)      | 10 април 2024 г. | Клеър Килнър                | Карсън Мел                             |
| 6     | „Капанът“ (The Trap)       | 10 април 2024 г. | Фредерик Тойе               | Кари Дорнето                           |
| 7     | „Радиото“ (The Radio)      | 10 април 2024 г. | Фредерик Тойе, Клеър Килнър | Чаз Хоукинс                            |
| 8     | „Началото“ (The Beginning) | 10 април 2024 г. | Уейн Йип                    | Гурсиман Санду                         |